# Lupinus rivularis
Lupinus rivularis är en ärtväxtart som beskrevs av John Lindley. Lupinus rivularis ingår i släktet lupiner, och familjen ärtväxter. IUCN kategoriserar arten globalt som nära hotad. Inga underarter finns listade i Catalogue of Life.

## Bildgalleri

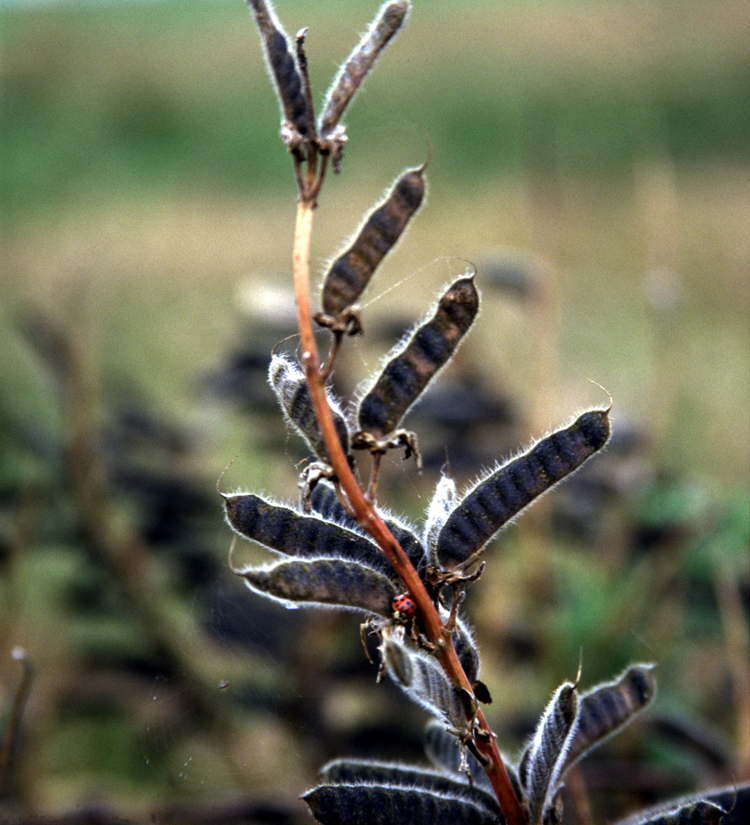